# Polystepha globosa
Polystepha globosa är en tvåvingeart som först beskrevs av Ephraim Porter Felt 1909.  Polystepha globosa ingår i släktet Polystepha och familjen gallmyggor.
Artens utbredningsområde är Connecticut. Inga underarter finns listade i Catalogue of Life.